# تاریخچه لباس باشگاه آ.ث. میلان

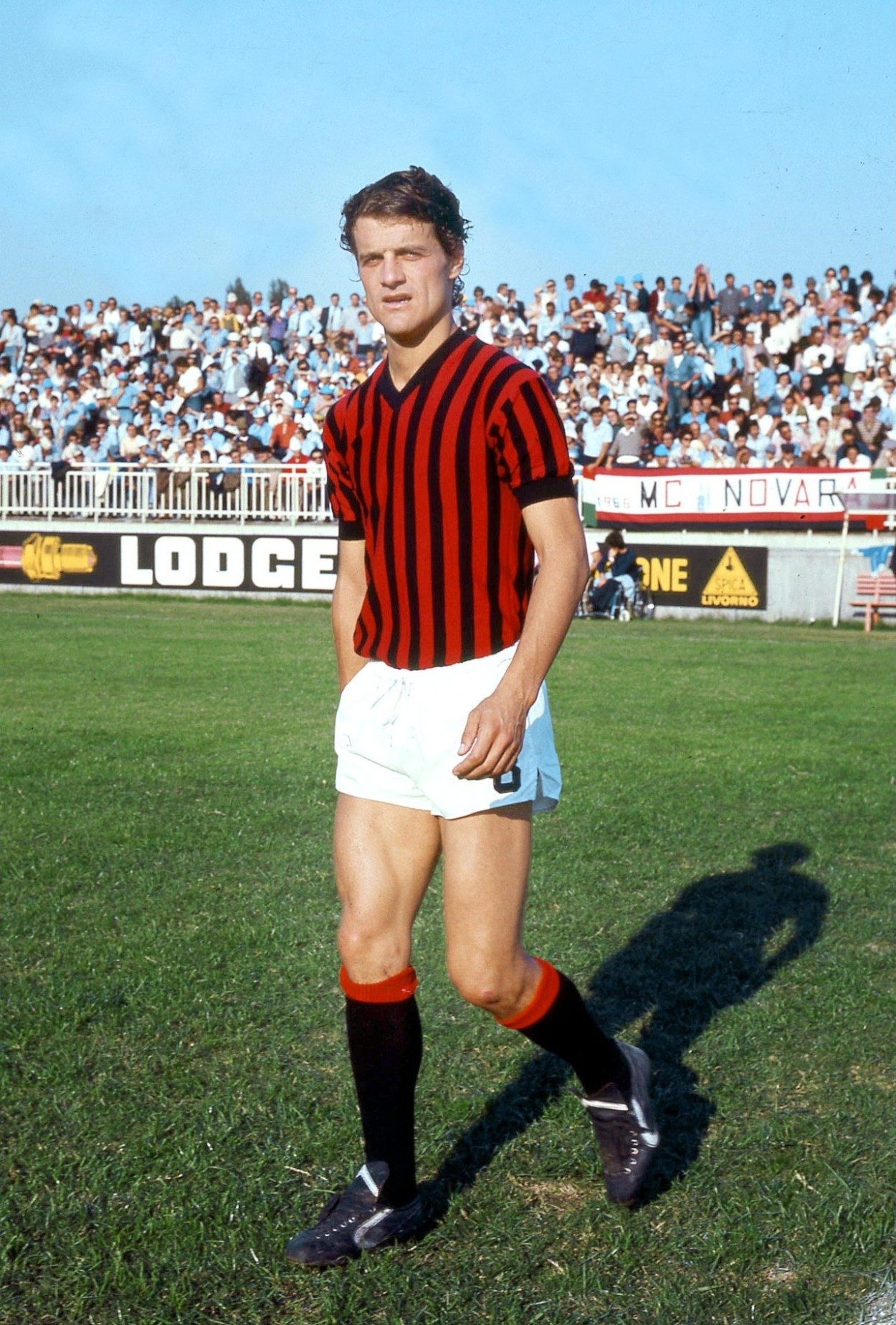
لباس کلاسیک میلان، از پیراهن راه راه عمودی قرمز و مشکی با عرض برابر، شورت سفید و جوراب مشکی تشکیل شده‌است.

این مقاله مربوط به رنگ‌ها و نمادها و تاریخچه لباس باشگاه آ.ث. میلان است.
لباس نخست میلان از ابتدا راه راه عمودی قرمز و مشکی بوده‌است. از این رو لقب این باشگاه روسونری، به معنای قرمز و مشکی است.
لباس دوم تیم، باستثنای فاصله سال‌های ۱۹۴۳ تا ۱۹۴۶، همواره سفید بوده‌است.
میلان ۸بار در فینال لیگ قهرمانان / جام باشگاه‌های اروپا با لباس سفید حاضر شده و ۶بار فینال را با پیروزی پشت سر گذاشته‌است. همچنین در ۳ فینال با لباس اول حاضر شده و در این بین تنها یکبار موفق به فتح جام شده‌است.
پیراهن سوم باشگاه که کمتر از آن استفاده می‌شود بین رنگ‌های مشکی، زرد، آبی، قرمز، نقره‌ای و طلایی در حال تغییر بوده‌است.
در طول فصل ۹۸–۱۹۹۷ میلان از ۸ پیراهن مختلف استفاده کرده که این موضوع رکوردی برای باشگاه بحساب می‌آید.
در میان نمادهای باشگاه، شکل شیطان وجود دارد. لوگوی میلان از نماد این شهر الهام گرفته شده‌است.. صلیبی سرخ برروی یک زمینه سفید، بخش سمت راست لوگوی باشگاه را پوشانده‌است.

## لباس

### لباس نخست

#### تاریخچه
| متن alt تصویر چپ                             |  | متن alt تصویر راست                            |
| چزاره مالدینی با لباس نخست میلان در سال ۱۹۶۳ |  | پائولو مالدینی با لباس نخست میلان در سال ۲۰۰۷ |

لباس نخست میلان از بدو تاًسیس در سال ۱۸۹۹، به رنگ‌های قرمز و مشکی و به صورت راه راه عمودی بوده‌است. از این رو لقب این باشگاه روسونری، به معنای قرمز و مشکی است. این رنگ‌ها توسط هربرت کیلپین، بنیان‌گذار و کاپیتان اول باشگاه انتخاب شدند. قرمز به عنوان نماد شیطان و مشکی برای ایجاد ترس در حریفان است.
| "Saremo una squadra di diavoli. I nostri colori saranno il rosso come il fuoco e il nero come la paura che incuteremo agli avversari."— 1899, Herbert Kilpin | "ما تیم شیاطین هستیم. رنگ‌های ما قرمز به مانند آتش و سیاه برای فراخوانی ترس در حریف‌هایمان است."— ۱۸۹۹، هربرت کیلپین |

در اواخر قرن نوزدهم و اوایل قرن بیستم، اولین لباس روسونری یک پیراهن ابریشمی ساده بود. نماد شهر میلان در محل قلب دوخته شده بود. قسمت جلوی پیراهن باز بود و توسط دکمه بسته می‌شد. دیگر متعلقات لباس، نیم‌شلوار ورزشی سفید و جوراب سیاه بود. در سال ۱۹۱۱ اولین تغییر قابل توجه در طراحی لباس بوجود آمد. پیراهن نخستین جای خود را به یک پیراهن مسابقه واقعی، با سه دکمه در ناحیه گردن داد. در بالای هر دکمه خط‌ها عریض‌تر شدند و نیم‌شلوارهایی که در ابتدای قرن استفاده می‌شدند کوتاهتر شده و به شورت‌های ورزشی استاندارد تبدیل شدند. سپس در پشت پیراهن شماره بازیکنان با رنگ سفید درج شد. این طراحی در طول دو جنگ جهانی باقی مانده و تا اوایل سال ۱۹۶۱ مورد استفاده قرار گرفت. در طول این مدت طولانی و در دهه ۳۰، پیراهن‌ها با توجه به موقعیت سیاسی ایتالیا (دوره میان‌دوجنگ)، بصورت یقه هفت طراحی می‌شدند. در همان زمان رژیم فاشیسم، باشگاه را مجبور کرد تا نام خود را به آسوچیاتزیونه کالچو میلانو تغییر دهد. نماد رژیم حاکم در کنار نماد شهر میلان قرار گرفت.
در دهه شصت از پهنای خط‌های پیراهن کاسته و بر تعداد آنها افزوده شد. این طراحی تا اواسط دهه هشتاد به قوت خود باقی ماند. بین فصل‌های ۸۰–۱۹۷۹ تا ۸۱–۱۹۸۰، میلان به عنوان نخستین باشگاه ایتالیایی، نام بازیکنان را پشت پیراهن درج کرد. با این وجود، این نوآوری زودگذر بود و توسط فدراسیون فوتبال ایتالیا رد شد و تنها از ابتدای فصل ۹۶–۱۹۹۵ مورد استفاده قرار گرفت.
همان‌طور که ذکر شد، تا اواسط دهه هشتاد از خط‌های باریک برای طراحی لباس استفاده شد. اما در فصل ۸۶–۱۹۸۵، خط‌های آستین‌ها ضخیم‌تر از خط‌های بدنه لباس
طراحی شدند. هرچند این نوآوری نیز همانند درج نام بازیکنان عمر کوتاهی داشت.
فصل ۸۷–۱۹۸۶ نقطه عطف مهمی بود. در آن زمان ضخامت خط‌ها بیشتر شد و همچنین رنگ قرمز لباس به جهت هماهنگی با مفهوم «تلویزیون همگام با زمان»، روشن‌تر از قرمز سنتی پیش از آن شد. از اواخر دهه هشتاد حامیان مالی باشگاه تصمیم گرفتند برای تغییر یکنواختی موجود، طراحی لباس‌ها را تغییر دهند. در ابتدا رنگ جوراب‌ها را از مشکی به سفید، و در جهت عکس رنگ شورت را به مشکی تغییر دادند. این تغییرات خلاقانه در سال‌های آغازین هزاره سوم به پایان یافت.
از این زمان به بعد، الگوی اصلی لباس میلان دیگر چه از نظر ترکیب پیراهن-شلوار-جوراب و چه از نظر پهنای خط‌های قرمز و سیاه، بجز دو بار تغییر نکرد. اولین بار در سال ۱۹۹۹، به مناسبت صدمین سال تاًسیس باشگاه، لباسی که توسط کیلپین و همراهانش مورد استفاده قرار گرفته بود، احیا شد و پس از آن در فصل ۱۲–۲۰۱۱، لباس باشگاه با الهام از لباسی که صد سال قبل باشگاه کریکت و فوتبال میلان در زمان کسب نخستین قهرمانی ایتالیا استفاده کرده بود، طراحی شد. از آغاز قرن بیست و یکم، لباس خانگی باشگاه میلان تغییرات جزئی سالانه داشته‌است. نوآوری‌ها شامل استفاده جزئی از رنگ سفید، به ویژه در یقه و سرآستین‌ها و در مواردی استفاده جزئی از رنگ طلایی، برای درج نام بازیکن و شماره پیراهن بوده‌است.

#### تکامل
| ۱۰–۱۸۹۹ | ۱۲–۱۹۱۰ | ۱۸–۱۹۱۲ | ۲۶–۱۹۱۸       | ۳۰–۱۹۲۶       | ۳۳–۱۹۳۰ | ۴۱–۱۹۳۳ | ۴۳–۱۹۴۱ | ۴۷–۱۹۴۳ | ۵۱–۱۹۴۷ |
| ۵۲–۱۹۵۱ | ۵۳–۱۹۵۲ | ۵۴–۱۹۵۳ | ۵۵–۱۹۵۴       | ۵۶–۱۹۵۵       | ۵۷–۱۹۵۶ | ۵۸–۱۹۵۷ | ۵۹–۱۹۵۸ | ۶۰–۱۹۵۹ | ۶۱–۱۹۶۰ |
| ۶۲–۱۹۶۱ | ۶۳–۱۹۶۲ | ۶۷–۱۹۶۳ | ۶۸–۱۹۶۷       | ۶۹–۱۹۶۸       | ۷۰–۱۹۶۹ | ۷۱–۱۹۷۰ | ۷۲–۱۹۷۱ | ۷۴–۱۹۷۲ | ۷۶–۱۹۷۴ |
| ۷۷–۱۹۷۶ | ۷۸–۱۹۷۷ | ۷۹–۱۹۷۸ | ۸۰–۱۹۷۹ (اول) | ۸۰–۱۹۷۹ (دوم) | ۸۲–۱۹۸۰ | ۸۳–۱۹۸۲ | ۸۵–۱۹۸۳ | ۸۶–۱۹۸۵ | ۸۸–۱۹۸۶ |
| ۸۹–۱۹۸۸ | ۹۱–۱۹۸۹ | ۹۲–۱۹۹۱ | ۹۳–۱۹۹۲       | ۹۵–۱۹۹۳       | ۹۶–۱۹۹۵ | ۹۷–۱۹۹۶ | ۹۸–۱۹۹۷ | ۰۰–۱۹۹۸ | ۰۲–۲۰۰۰ |
| ۰۳–۲۰۰۲ | ۰۴–۲۰۰۳ | ۰۵–۲۰۰۴ | ۰۶–۲۰۰۵       | ۰۷–۲۰۰۶       | ۰۸–۲۰۰۷ | ۰۹–۲۰۰۸ | ۱۰–۲۰۰۹ | ۱۱–۲۰۱۰ | ۱۲–۲۰۱۱ |
| ۱۳–۲۰۱۲ | ۱۴–۲۰۱۳ | ۱۵–۲۰۱۴ | ۱۶–۲۰۱۵       | ۱۷–۲۰۱۶       | ۱۸–۲۰۱۷ | ۱۹–۲۰۱۸ | ۲۰–۲۰۱۹ |         |         |

### لباس دوم

#### تاریخچه

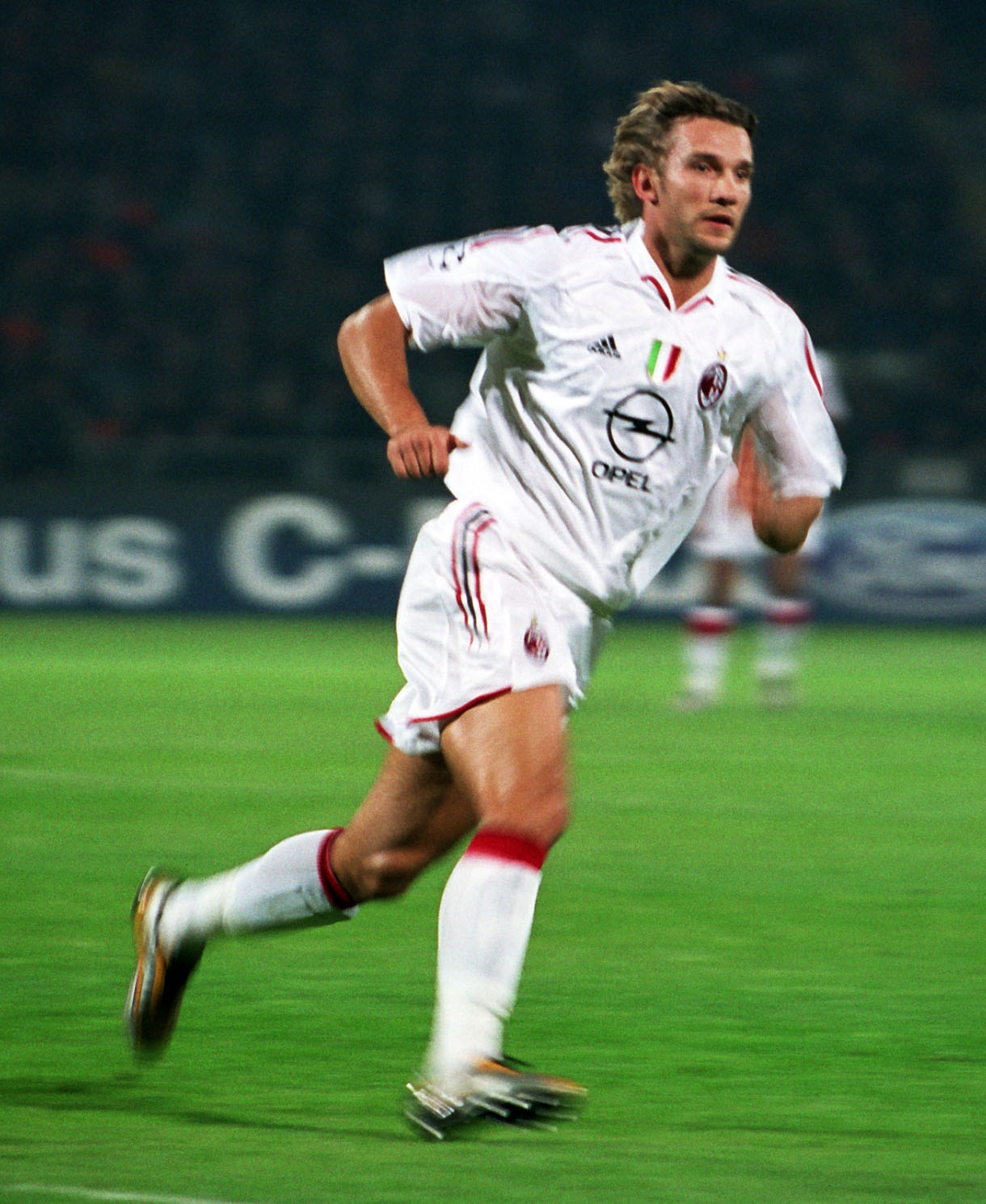
آندری شوچنکو در لیگ قهرمانان اروپا با لباس دوم باشگاه، کاملاً سفید. این لباس همچنین به عنوان لباس خوش شانسی شناخته می‌شود، زیرا بیشتر قهرمانی‌های میلان در رقابت‌های بین‌المللی با این لباس بوده‌است.

لباس دوم باشگاه از ابتدای تأسیس، یکدست سفید و گاهی اوقات، بویژه پس از جنگ جهانی، و سپس از اواسط دهه هشتاد، همراه با طراحی‌های منحصر بفرد بوده‌است. نماد شهر میلان همچون لباس نخست، بر روی لباس دوم نیز دوخته شده بود. این نماد پس از پایان جنگ جهانی از روی لباس حذف شد.
به‌طور کلی، در بیشتر بازی‌های خارج از خانه، میلان را با لباس سفید ساده می‌شناسند. علاوه بر این، به لطف اینکه از سال ۱۹۶۳ به بعد تقریباً در تمام فینال‌های بین‌المللی، میلان با لباس سفید به میدان رفته و در اکثر آنها پیروز شده، به مرور زمان، در نمادنگاری باشگاه و به تبع آن در تاریخ فوتبال جهان، اهمیت قابل توجهی را به خود اختصاص داده و به همین دلیل به لباس شانس باشگاه معروف شده‌است.
از معدود موارد استثنا در طراحی لباس دوم مربوط به اواسط دهه چهل بوده‌است. در آن زمان لباس دوم باشگاه تغییر رنگ داد و در فصل ۴۴–۱۹۴۳ به رنگ مشکی با یک خط افقی قرمز بر روی سینه، و در فصل ۴۶–۱۹۴۵ به رنگ قرمز با یک خط افقی مشکی بر روی سینه طراحی شد.
یکی دیگر از موارد استثنا در لباس دوم باشگاه، مربوط به مسابقه خارج از خانه برابر بولونیا در ورزشگاه رناتو دلارا است. از فصل ۹۹–۱۹۹۸ میلان در خانه بولونیا با پیراهن سفید و شورت قرمز یا مشکی به میدان می‌رود.

#### تکامل
| ۱۴–۱۹۱۰ | ۲۰–۱۹۱۴ | ۲۶–۱۹۲۰ | ۳۰–۱۹۲۶ | ۳۲–۱۹۳۰ | ۴۳–۱۹۳۲ | ۴۴–۱۹۴۳ | ۴۶–۱۹۴۵ | ۴۷–۱۹۴۶ | ۴۸–۱۹۴۷ |
| ۴۹–۱۹۴۸ | ۵۱–۱۹۴۹ | ۵۲–۱۹۵۱ | ۵۴–۱۹۵۲ | ۵۵–۱۹۵۴ | ۵۶–۱۹۵۵ | ۵۷–۱۹۵۶ | ۵۸–۱۹۵۷ | ۵۹–۱۹۵۸ | ۶۰–۱۹۵۹ |
| ۶۱–۱۹۶۰ | ۶۲–۱۹۶۱ | ۶۳–۱۹۶۲ | ۶۷–۱۹۶۳ | ۶۸–۱۹۶۷ | ۶۹–۱۹۶۸ | ۷۲–۱۹۶۹ | ۷۴–۱۹۷۲ | ۷۶–۱۹۷۴ | ۷۷–۱۹۷۶ |
| ۷۸–۱۹۷۷ | ۷۹–۱۹۷۸ | ۸۰–۱۹۷۹ | ۸۲–۱۹۸۰ | ۸۳–۱۹۸۲ | ۸۴–۱۹۸۳ | ۸۵–۱۹۸۴ | ۸۶–۱۹۸۵ | ۸۷–۱۹۸۶ | ۸۸–۱۹۸۷ |
| ۸۹–۱۹۸۸ | ۹۱–۱۹۸۹ | ۹۲–۱۹۹۱ | ۹۳–۱۹۹۲ | ۹۴–۱۹۹۳ | ۹۵–۱۹۹۴ | ۹۶–۱۹۹۵ | ۹۷–۱۹۹۶ | ۹۸–۱۹۹۷ | ۰۰–۱۹۹۸ |
| ۰۲–۲۰۰۰ | ۰۳–۲۰۰۲ | ۰۴–۲۰۰۳ | ۰۵–۲۰۰۴ | ۰۶–۲۰۰۵ | ۰۷–۲۰۰۶ | ۰۹–۲۰۰۷ | ۱۰–۲۰۰۹ | ۱۱–۲۰۱۰ | ۱۲–۲۰۱۱ |
| ۱۳–۲۰۱۲ | ۱۴–۲۰۱۳ | ۱۵–۲۰۱۴ | ۱۶–۲۰۱۵ | ۱۷–۲۰۱۶ | ۱۸–۲۰۱۷ | ۱۹–۲۰۱۸ | ۲۰–۲۰۱۹ |         |         |

### لباس سوم و چهارم

#### تاریخچه

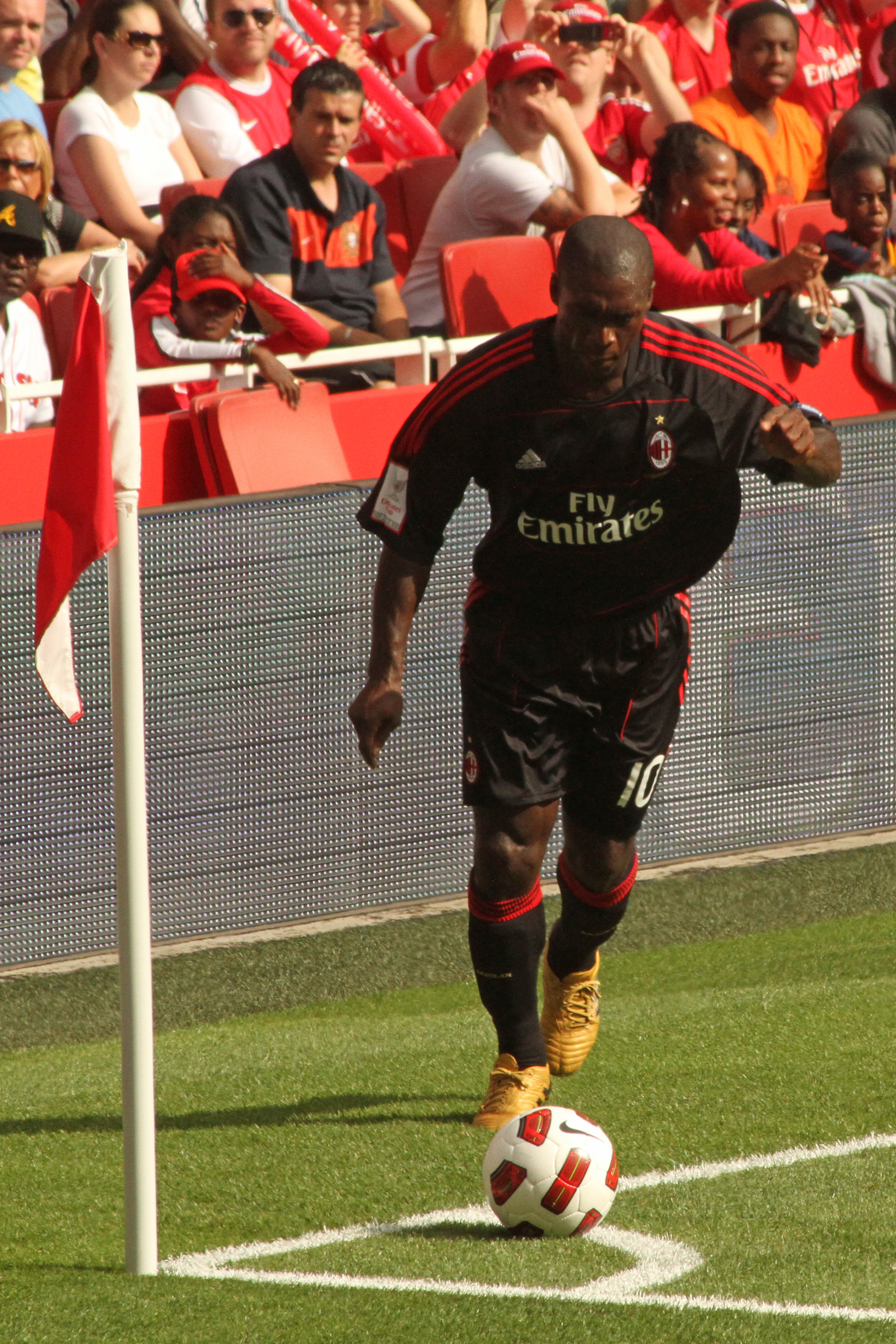
کلارنس سیدورف در سال ۲۰۱۰ با لباس سوم میلان، کاملاً سیاه.

با وجود نگاره‌های پراکنده مربوط به دهه ۳۰ و ۴۰ میلادی، میلان از اواسط دهه ۹۰ بطور رسمی استفاده از لباس سوم متمایز را آغاز کرد. در ابتدا رنگ زرد برای لباس سوم باشگاه در نظر گرفته شد. اگرچه این لباس‌ها کمترین گرایش به سنت و بیشترین تأثیرپذیری را از مدهای روز دارند، اما واقعیت این است که پس از اولین استفاده مابین سال‌های ۱۹۹۴ تا ۱۹۹۶، این لباس به دلیل استفاده در مسابقه برابر آرسنال در سوپر جام اروپا، در خاطره طرفداران باقی مانده‌است. پس از آن میلان برای دو فصل از لباس سوم تماماً قرمز استفاده کرد. از فصل ۹۹–۱۹۹۸، باشگاه با استفاده از لباس‌های مشکی با جزئیات قرمز، تمایل خود به استفاده از یک طرح رنگی مشخص را نشان داد. از سال ۲۰۱۰ استفاده از رنگ‌های موجود در پرچم ایتالیا، برای یادآوری روحیه ایتالیایی باشگاه، در طراحی برخی از لباس‌های سوم بکار گرفته شد. با این حال به دلیل اهمیت تاریخیآن رنگ‌ها در ورزش ایتالیا، باعث ایجاد نارضایتی شده‌است. در این مدت بجز موارد استثنایی که رنگ‌هایی مانند خاکستری، طلایی و سبز بکار گرفته شده، مشکی رنگ اصلی استفاده شده در لباس سوم باشگاه بوده‌است.
علاوه بر این بین فصل‌های ۹۶–۱۹۹۵ تا ۰۳–۲۰۰۲، میلان گهگاهی از لباس چهارم خود استفاده کرده‌است. هرچند که این لباس هیچگاه جایگاه مهمی در بین لباس‌های باشگاه نداشته‌است.

#### تکامل
لباس سوم
| ۳۹–۱۹۳۸ | ۴۴–۱۹۴۳ | ۴۶–۱۹۴۵ | ۹۶–۱۹۹۴ | ۹۷–۱۹۹۶ | ۹۸–۱۹۹۷ | ۹۹–۱۹۹۸ | ۰۰–۱۹۹۹ | ۰۱–۲۰۰۰ | ۰۲–۲۰۰۱ |
| ۰۳–۲۰۰۲ | ۰۴–۲۰۰۳ | ۰۵–۲۰۰۴ | ۰۶–۲۰۰۵ | ۰۷–۲۰۰۶ | ۰۸–۲۰۰۷ | ۱۰–۲۰۰۸ | ۱۱–۲۰۱۰ | ۱۳–۲۰۱۱ | ۱۴–۲۰۱۳ |
| ۱۵–۲۰۱۴ | ۱۶–۲۰۱۵ | ۱۷–۲۰۱۶ | ۱۸–۲۰۱۷ | ۱۹–۲۰۱۸ | ۲۰–۲۰۱۹ |         |         |         |         |

لباس چهارم
| ۹۶–۱۹۹۵ | ۹۷–۱۹۹۶ | ۹۸–۱۹۹۷ | ۲۰۰۰–۱۹۹۹ | ۰۳–۲۰۰۲ |  |

### لباس دروازه‌بان

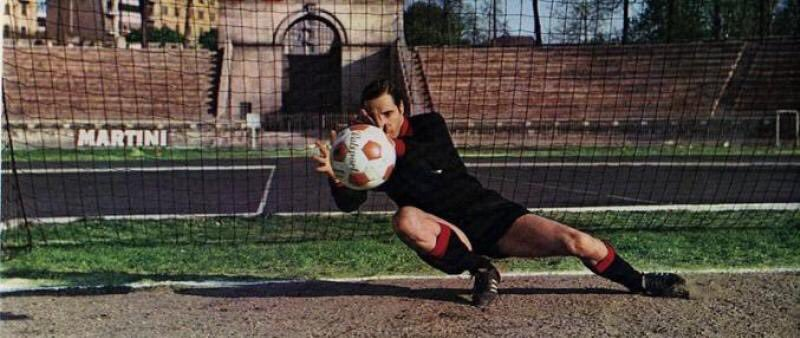
فابیو کودیچینی با لباس یکدست مشکی در سال ۱۹۷۰

نگاره‌ای از لباس دروازه‌بانی باشگاه میلان در گذشته دور در دسترس نیست. نخستین نگاره مربوط به فابیو کودیچینی، دروازه‌بان میلان در اواخر دهه ۶۰ و اوایل دهه ۷۰ میلادی است. او بخاطر لباس تماماً سیاهی که در شهر آورد میلان پوشید به عنکبوت سیاه  معروف بود.
| ۱۱–۲۰۱۰ | ۱۲–۲۰۱۱ | ۱۳–۲۰۱۲ | ۱۴–۲۰۱۳ | ۱۵–۲۰۱۴ | ۱۶–۲۰۱۵ | ۱۷–۲۰۱۶ | ۱۸–۲۰۱۷ | ۱۹–۲۰۱۸ |

### لباس‌های مناسبتی
| ۱۰۰ سالگی | ۱۲۰ سالگی |

## تولیدکنندگان لباس و اسپانسرهای باشگاه
| سال     | تولیدکننده لباس | حامی مالی       | حامی مالی                 |
| سال     | تولیدکننده لباس | برند            | شرکت                      |
| ------- | --------------- | --------------- | ------------------------- |
| ۱۹۸۱–۸۲ | لینه‌آ میلان     | پوه جینز        | ایتالیانا مانیفاتوره      |
| ۱۹۸۲–۸۳ | اِن‌آر            | هیتاچی          | هیتاچی یوروپ              |
| ۱۹۸۳–۸۴ | اِن‌آر            | کوئور           | کوئور                     |
| ۱۹۸۴–۸۵ | رولی گو         | اسکار موندادوری | آرنولدو موندادوری ادیتوره |
| ۱۹۸۵–۸۶ | جیانی ریورا     | فوتورکس یو-بیکس | اولیوتی                   |
| ۱۹۸۶–۸۷ | کاپا            | فوتورکس یو-بیکس | اولیوتی                   |
| ۱۹۸۷–۹۰ | کاپا            | مدیولانوم       | مدیولانوم                 |
| ۱۹۹۰–۹۲ | آدیداس          | مدیولانوم       | مدیولانوم                 |
| ۱۹۹۲–۹۳ | آدیداس          | موتا            | موتا                      |
| ۱۹۹۳–۹۴ | لوتو            | موتا            | موتا                      |
| ۱۹۹۴–۹۸ | لوتو            | اوپل            | جنرال موتورز              |
| ۱۹۹۸–۰۶ | آدیداس          | اوپل            | جنرال موتورز              |
| ۲۰۰۶–۱۰ | آدیداس          | بی‌وین           | بی‌وین                     |
| ۲۰۱۰–۱۸ | آدیداس          | فلای امیریتز    | گروه امارات               |
| ۲۰۱۸-   | پوما            | فلای امیریتز    | گروه امارات               |

## یادداشت
1. ↑  Rossoneri
2. ↑  در فینال ۱۹۶۹، میلان با لباس اول در مقابل آژاکس با نتیجهٔ ۴–۱ پیروز شد و به مقام قهرمانی رسید.
3. ↑  (به ایتالیایی: Ragno Nero)